# 앨빈과 슈퍼밴드 2
《앨빈과 슈퍼밴드 2》(영어: Alvin and the Chipmunks: The Squeakquel)는 베티 토머스 감독의 2009년 실사 애니메이션 주크박스 뮤지컬 코미디 영화이다. 《앨빈과 슈퍼밴드》(2007)의 속편이다.
속편 《앨빈과 슈퍼밴드 3》(2011)으로 이어진다.

## 줄거리
전편으로부터 2년 뒤. 파리에서 열린 자선 공연에서 데이브가 다치면서 말하는 다람쥐 앨빈, 사이먼, 시어도어는 데이브의 고모 재키에게 맡겨진다. 하지만 재키마저도 휠체어를 탄 상태에서 계단에서 굴러떨어지는 사고를 겪으면서 다람쥐들은 재키의 손자이며 데이브의 사촌인 토비와 지내게 된다.
한편 전 제트 레코즈 최고 경영자 이언은 파산하여 궁핍하게 지내던 중 노래하는 암컷 다람쥐들인 브리트니, 지넷, 엘리너를 만나고 이들을 발탁하면서 경력 부활을 꿈꾼다.
고등학교에 입학한 앨빈, 사이먼, 시어도어에게 교장 루빈은 학구 음악 경연 대회에 참가해 음악 수업 경비 모금을 도와줄 것을 부탁한다. 이 소식을 알게 된 이언은 브리트니, 지넷, 엘리너, 일명 치페츠(Chipettes)를 같은 학교에 입학시킨 뒤 교장에게 학생들이 앨빈의 밴드와 치페츠의 공연을 보고 둘 중 누가 학교를 대표해야할지를 투표로 뽑게 하자고 제안한다. 앨빈이 미식 축구 경기에 참가하느라 이 경쟁에 불참하면서 치페츠가 부전승으로 학교 대표가 된다.
그러나 이언은 학구 음악 경연 대회와 같은 시각에 열리는 브리트니 스피어스 공연 시작 무대 섭외가 들어오자 치페츠에게 경연 대회를 포기하라고 강요한다. 또한 전형적인 미 기준에 맞지 않는 지넷과 엘리너를 폄하한다. 치페츠가 저항하자 이언은 셋을 바비큐 식당에 보내버리겠다고 협박하는데...

## 출연

### 실사
- 재커리 리바이 - 토비 서빌 역
- 데이비드 크로스 - 이언 호크 역
- 제이슨 리 - 데이비드 "데이브" 서빌 역
- 웬디 맬릭 - 루빈 박사 역
- 캐스린 주스턴 - 재키 서빌 고모 역
- 케빈 슈밋 - 라이언 에드워즈 역
- 크리스 워런 - 잰더 역
- 브리짓 멘들러 - 베카 킹스턴 역
- 알렉산드라 십 - 밸런티나 역
- 에이미 커레로 - 에밀리 역
- 브랜도 이턴 - 제러미 스미스 역
- 제이크 사이루스 - 본인 역

### 목소리
- 저스틴 롱 - 앨빈 서빌 역
  - 로스 배그더세리언 주니어 - 앨빈 서빌 역 (노래)
- 크리스티나 애플게이트 - 브리트니 역
- 매슈 그레이 구블러 - 사이먼 서빌 역
- 애나 패리스 - 지넷 역
- 제시 매카트니 - 시어도어 서빌 역
- 에이미 폴러 - 엘리너 역
- 에릭 바우자 - 디거 역
- 숀 애스틴 - 텔레비전 다큐멘터리 "미어캣 매너" 해설자 역